# Rincón (Puerto Rico)
Rincón és un municipi de Puerto Rico situat a la costa oest de l'illa, també conegut amb els noms de El Pueblo de los Bellos Atardeceres, Los Surfers i El Pueblo del Surfing. Confina al nord amb el municipi d'Aguada i el Canal de la Mona; a l'est amb Aguada; a l'oest amb el Canal de la Mona; i al sud amb el municipi d'Añasco i el Canal de la Mona. Forma part de l'Àrea metropolitana d'Aguadilla-Isabela-San Sebastián.
Durant els mesos d'hivern, grans balenes arriben a les seves costes com a part de les seves migracions cícliques. El municipi està dividit en 9 barris: Rincón Pueblo, Atalaya, Barrero, Calvache, Cruces, Ensenada, Jagüey, Puntas i Río Grande.

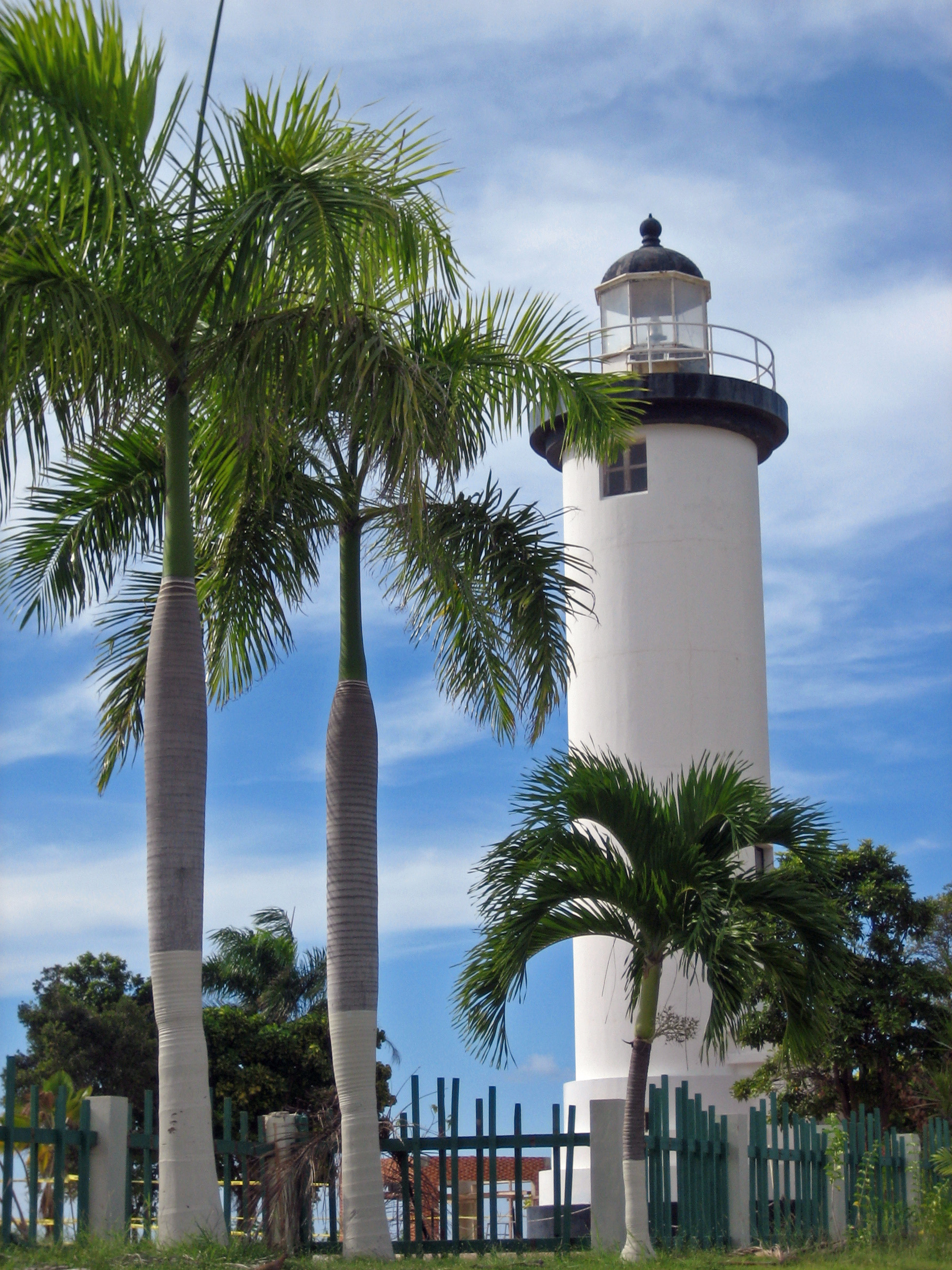
Far de Rincon a la Punta Higüeras (1892, reconstruït 1922)